# Platin(IV)-fluorid
Platin(IV)-fluorid ist eine chemische Verbindung des Platins aus der Gruppe der Fluoride.

## Gewinnung und Darstellung
Platin(IV)-fluorid kann durch Reaktion von Brom(III)-fluorid mit Platin(II)-chlorid bei etwa 200 °C oder durch Elektrolyse von Fluorwasserstoff mit Platin gewonnen werden. Bei der Darstellung durch Brom(III)-fluorid ist die hergestellte Verbindung in der Regel mit Brom verunreinigt, das durch Fluorierung bei niedriger Temperatur entfernt werden kann. Ein anderer Ansatz zur Darstellung von Platin(IV)-fluorid ist die wiederholte thermische Zersetzung von Mischungen aus Platinhexafluorid und niedrigeren Platinfluoriden, die schließlich ebenfalls zu Platin(IV)-fluorid führt. Einfacher lässt sich die Verbindung aus Platin und Xenondifluorid synthetisieren. Weitere Synthesen sind ebenfalls bekannt.

## Eigenschaften
Platin(IV)-fluorid liegt in Form einer dunkelroten Masse oder kleiner braungelber Kristalle vor. Die Verbindung ist sehr hygroskopisch und zersetzt sich in Wasser. Oberhalb des Schmelzpunktes zersetzt sich die Verbindung zu Platin und Fluor. Sie besitzt eine monokline Kristallstruktur mit der Raumgruppe Fdd2 (Raumgruppen-Nr. 43).